# Camilla Akraka

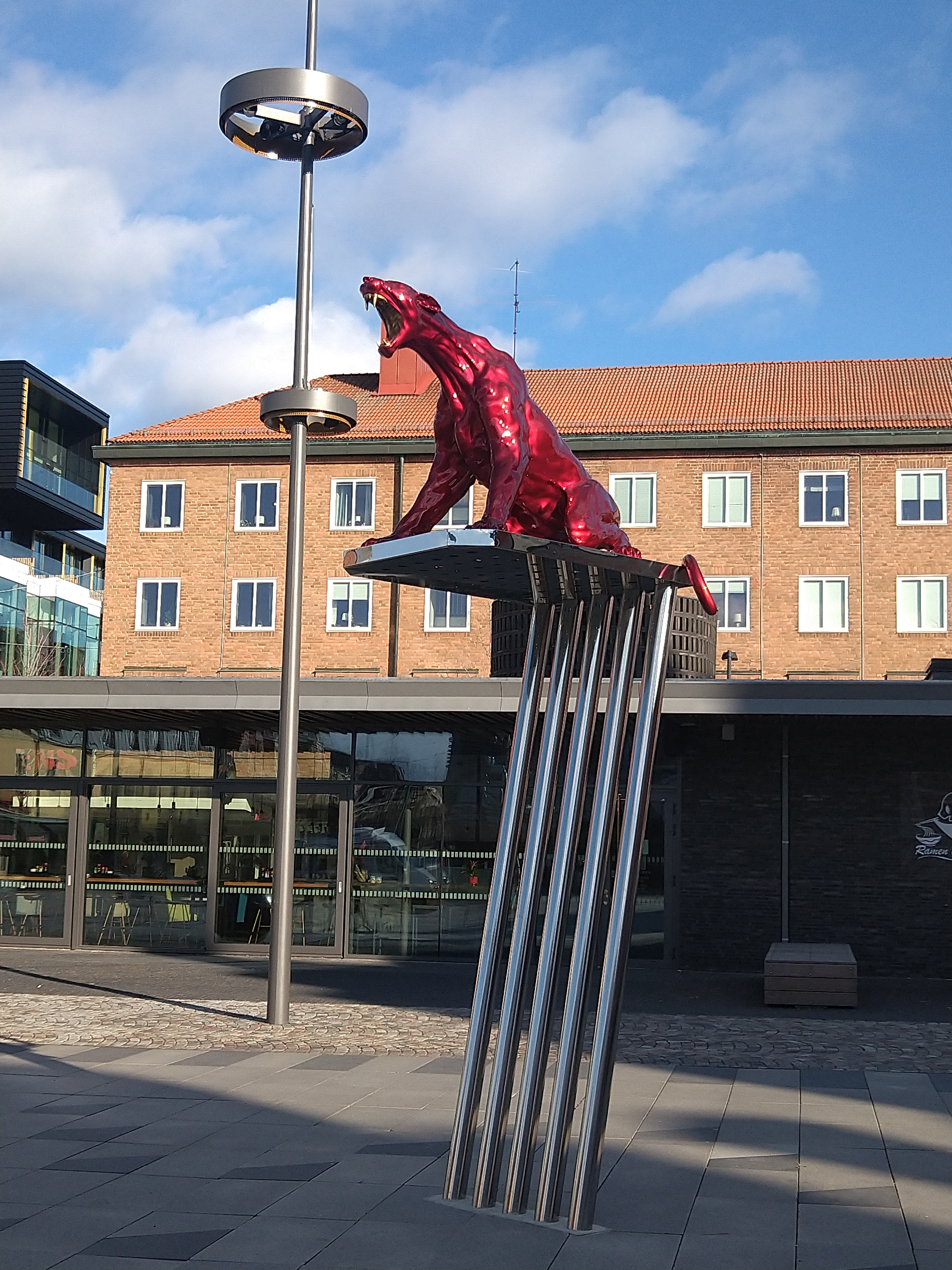
Konstverket Listen på Rådhustorget i Umeå

Camilla Akraka, född 11 januari 1968 i London, Storbritannien, är en svensk artist och konstnär, främst inriktad på skulptur och mönster.
Akraka är uppvuxen i Stockholm och Roslagen. Efter förberedande konstutbildning åren 1992–1994 studerade hon läsåret  1994–1995 vid Konstskolan Idun Lovén i Stockholm. Därefter följde ett års utbildning i drama vid Teaterverkstan. Åren 1995–2001 studerade hon vid Kungliga Konsthögskolan – "Mejan" – mot en slutlig masterexamen i fri konst.
Akraka, som är verksam i Stockholm och i Boxholm, Östergötland, har därefter växlat mellan måleri och skulptur, performance, animerad film och mönstertillverkning.
År 2019 vann hennes förslag Listen – som föreställer en vrålande puma – Umeå kommuns inbjudan att skapa ett "Metoo-konstverk" till Rådhustorget i Umeå.
Camilla Akraka är gift med konstnären Niclas Malmström, och yngre syster till före detta friidrottaren Maria Akraka.

## Verk i urval
- 2019 – Shades of a Tiger, Linköping
- 2019 – Listen, i Umeå[3]

## Utställningar i urval
- 1998–2001 – Konsthögskolans vårutställningar
- 2005 – Roslagskonst, Norrtälje konsthall
- 2007 – Kabusa konsthall, Malmö
- 2011 – Pasaportes, Angelika Knäpper Gallery, Stockholm[4]
- 2014 – Colonial Rooms, Passagen, Linköpings konsthall[2]

## Filmer
- 2002 – Fatima (animerad kortfilm)[5]
- 2004 – Zeth synar (animerad kortfilm)[6]